# Frank Licht

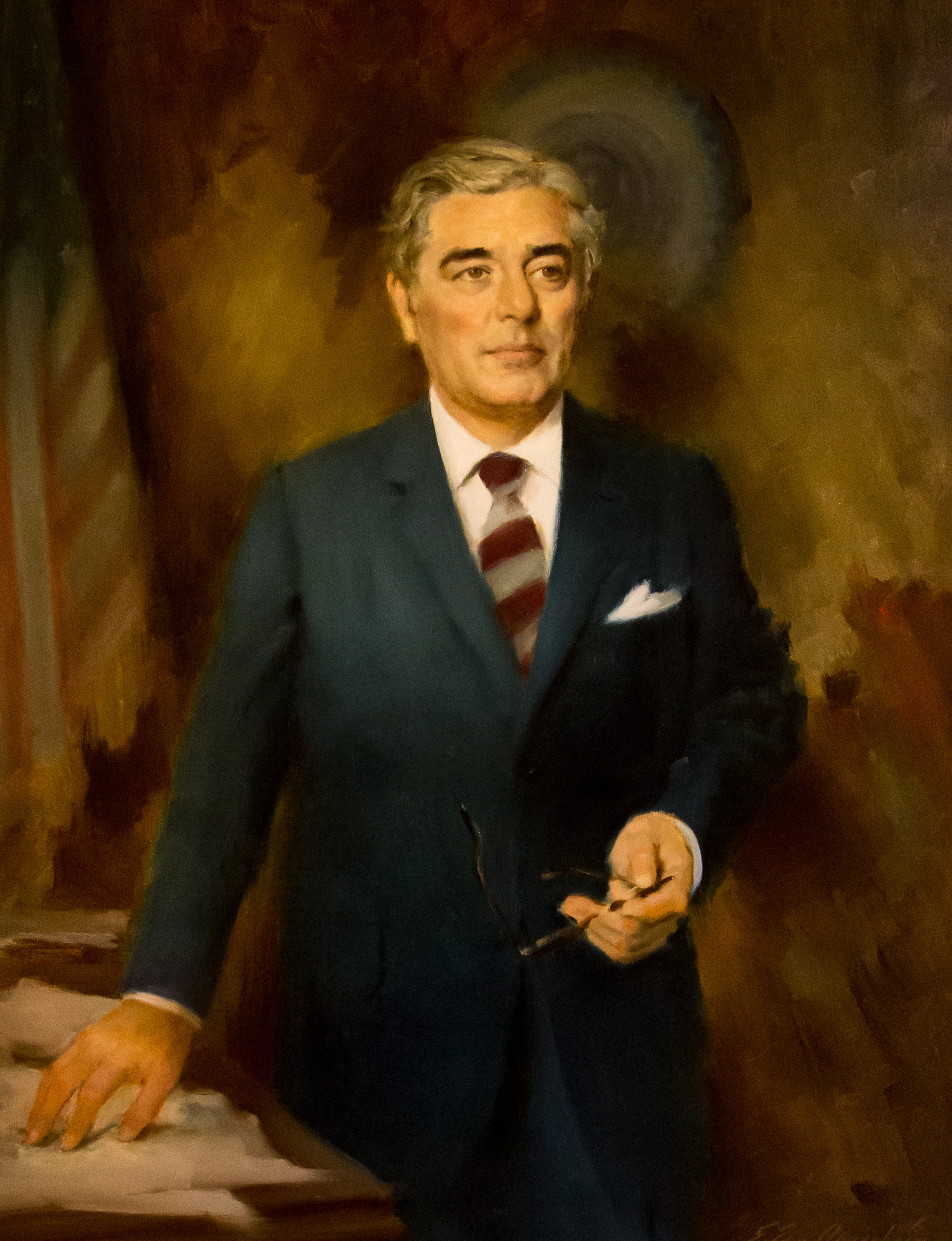
Frank Licht

Frank Licht (* 13. März 1916 in Providence, Rhode Island; † 30. Mai 1987 ebenda) war ein US-amerikanischer Politiker und von 1969 bis 1973 Gouverneur des Bundesstaates Rhode Island.

## Frühe Jahre und politischer Aufstieg
Frank Licht besuchte bis 1938 die Brown University und studierte dann bis 1941 an der Harvard University Jura. Zwischen 1943 und 1946 war er Partner der Anwaltskanzlei Letts & Quinn. Politisch wurde er Mitglied der Demokratischen Partei. Von 1949 bis 1956 gehörte er dem Senat von Rhode Island an, von 1956 bis 1968 war er Richter an einem Obergericht. Im Jahr 1968 wurde er zum neuen Gouverneur seines Staates gewählt.

## Gouverneur von Rhode Island
Frank Licht trat sein Amt am 7. Januar 1969 an. Nach einer Wiederwahl im Jahr 1970 konnte er bis zum 2. Januar 1973 im Amt bleiben. Im Wahlkampf hatte er sich einer Einkommensteuer auf Staatsebene widersetzt. Nach seiner Wahl brach er sein Versprechen und führte eine solche Steuer ein, was zu Protesten führte. Im Zeichen der Wirtschaftskrise der frühen 1970er Jahre wurden damals Programme entworfen, um die Wirtschaft wieder zu beleben. Die Verwaltung wurde neu organisiert und einige Abteilungen wurden neu geschaffen. Darunter waren eine Abteilung für Soziale Rehabilitation und eine andere für mentale Fitness. Auch im Kriminalitätsbereich setzte der Gouverneur auf Rehabilitation vieler Sträflinge. Damals wurden auch Anti-Drogen-Programme und andere Maßnahmen zum Schutz der Jugend in Kraft gesetzt. Gouverneur Licht setzte sich auch für den Umweltschutz ein und erließ Gesetze gegen die Luft- und Wasserverschmutzung. Eine staatsübergreifende Kommission sollte die Wasserqualität in den Neuenglandstaaten kontrollieren.

## Weiterer Lebenslauf
Nach Ablauf seiner Amtszeit wurde Licht wieder als Rechtsanwalt tätig. Mit seiner Frau Dorothy Shirlee Krauss hatte er drei Kinder. Sein Neffe Richard A. Licht war zwischen 1985 und 1989 Vizegouverneur von Rhode Island. Frank Licht starb am 30. Mai 1987 im Roger Williams Hospital in Providence. Bei seiner Trauerfeier hielt Michael Dukakis die Trauerrede.